# Tom Drake (Regisseur)
Tom Drake (Thomas Y. Drake, T. Y. Drake, Pseudonym Steven Yates; * 28. Juni 1936 in Vancouver; † 8. August 2008) war ein kanadischer Singer-Songwriter, Drehbuchautor und Regisseur.

## Leben
Drake wirkte als Kind in Hörspielen der CBC mit. Im Alter von 12 Jahren kam er mit seiner Familie in die Vereinigten Staaten. Er war Chorsänger an der St. Paul’s Cathedral in Los Angeles und studierte englische Literatur an der University of California at Los Angeles. Seit 1960 schrieb er Texte für das The Kingston Trio. Mit Michael Storm gründete er die Gruppe The Other Singers, deren Album The Other Singers Sing Other Songs for Other People 1963 erschien. Für das Album Time To Think schrieb er mit Rod McKuen unter dem Pseudonym Steven Yates den Titel Ally Ally Oxen Free.
Bei einem Auftritt der Other Singers wurde der Manager Andy Williams’ auf Drake aufmerksam, der einen Ersatz für die The New Christy Minstrels in Williams’ wöchentliche Show bei der NBC suchte. Drake stellte in kürzester die Gruppe The Goodtime Singers zusammen, die zehn Tage später ihren ersten Auftritt in Williams’ Show hatte. Die Gruppe nahm zwei Alben bei Capitol Records auf und tourte während der Sendepausen der Show durch die USA und Kanada.
Mitte der 1960er Jahre gab Drake seine musikalische Laufbahn auf und begann, sich als Drehbuchautor zu betätigen. 1971 kehrte er nach Kanada zurück und ließ sich auf einer Farm in den kanadischen Rockies nieder. Seit 1984 lebte er wieder in Vancouver. Seine Söhne Steve und Adam Drake wurden als Musiker bekannt.

## Diskografie
- The Other Singers Sing Other Songs for Other People
- The Good Time Singers
- One Step More

## Filmografie (Auswahl)
- 1969–1970: Then Came Bronson (Fernsehserie)
- 1976: The Keeper (Buch und Regie)
- 1980: Monster im Nachtexpreß (Terror Train)
- 1990: The Visionary